# Olympische Sommerspiele 2024/Teilnehmer (Uganda)
| Gelbes Symbol für Goldmedaillen mit stilisierten Olympischen Ringen | Graues Symbol für Silbermedaillen mit stilisierten Olympischen Ringen | Braundes Symbol für Bronzemedaillen mit stilisierten Olympischen Ringen |
| ------------------------------------------------------------------- | --------------------------------------------------------------------- | ----------------------------------------------------------------------- |
| 1                                                                   | 1                                                                     | —                                                                       |

Uganda nahm an den Olympischen Spielen 2024 vom 26. Juli bis zum 11. August 2024 in Paris mit 25 Athleten (12 Männer, 13 Frauen) teil. Es war die insgesamt 17. Teilnahme an Olympischen Sommerspielen.

## Teilnehmer nach Sportarten

### Leichtathletik
Ugandische Leichtathleten hatten die Olympianormen des Weltverbandes in diversen Disziplinen erreicht.
Laufen und Gehen
| Athleten                   | Wettbewerb       | Vorlauf      | Vorlauf | Hoffnungslauf | Hoffnungslauf | Halbfinale    | Halbfinale    | Finale        | Finale        | Rang          |
| Athleten                   | Wettbewerb       | Zeit         | Rang    | Zeit          | Rang          | Zeit          | Rang          | Zeit          | Rang          | Rang          |
| -------------------------- | ---------------- | ------------ | ------- | ------------- | ------------- | ------------- | ------------- | ------------- | ------------- | ------------- |
| Frauen                     |                  |              |         |               |               |               |               |               |               |               |
| Halimah Nakaayi            | 800 m            | 2:00,56 min  | 4       | 2:02,88 min   | 6             | ausgeschieden | ausgeschieden | ausgeschieden | ausgeschieden | ausgeschieden |
| Winnie Nanyondo            | 1500 m           | 4:07,06 min  | 10      | 4:06,35 min   | 8             | ausgeschieden | ausgeschieden | ausgeschieden | ausgeschieden | ausgeschieden |
| Esther Chebet              | 5000 m           | 15:10,36 min | 13      | —             | —             | —             | —             | ausgeschieden | ausgeschieden | ausgeschieden |
| Belinda Chemutai           | 5000 m           | 15:23,90 min | 12      | —             | —             | —             | —             | ausgeschieden | ausgeschieden | ausgeschieden |
| Annet Chemengich Chelangat | 10.000 m         | —            | —       | —             | —             | —             | —             | 31:50,41 min  | 21            | 21            |
| Sarah Chelangat            | 10.000 m         | —            | —       | —             | —             | —             | —             | 31:02,37 min  | 12            | 12            |
| Joy Cheptoyek              | 10.000 m         | —            | —       | —             | —             | —             | —             | WD            | WD            | WD            |
| Peruth Chemutai            | 3000 m Hindernis | 9:10,51 min  | 1       | —             | —             | —             | —             | 8:53,34 min   | 2             | Silber        |
| Mercyline Chelangat        | Marathon         | —            | —       | —             | —             | —             | —             | 2:39:40 h     | 69            | 69            |
| Rebecca Cheptegei          | Marathon         | —            | —       | —             | —             | —             | —             | 2:32:14 h     | 44            | 44            |
| Stella Chesang             | Marathon         | —            | —       | —             | —             | —             | —             | 2:26:01 h     | 8             | 8             |
| Männer                     |                  |              |         |               |               |               |               |               |               |               |
| Tarsis Orogot              | 200 m            | 20,32 s      | 1       | —             | —             | 20,64 s       | 6             | ausgeschieden | ausgeschieden | ausgeschieden |
| Tom Dradriga               | 800 m            | 1:46,05 min  | 6       | 1:46,15 min   | 5             | ausgeschieden | ausgeschieden | ausgeschieden | ausgeschieden | ausgeschieden |
| Oscar Chelimo              | 5000 m           | 13:52,46 min | 5       | —             | —             | —             | —             | 13:31,56 min  | 20            | 20            |
| Joshua Cheptegei           | 10.000 m         | —            | —       | —             | —             | —             | —             | 26:43,14 min  | 1             | Gold          |
| Jacob Kiplimo              | 10.000 m         | —            | —       | —             | —             | —             | —             | 26:46,39 min  | 8             | 8             |
| Martin Kiprotich           | 10.000 m         | —            | —       | —             | —             | —             | —             | 28:20,72 min  | 22            | 22            |
| Leonard Chemutai           | 3000 m Hindernis | 8:18,19 min  | 2       | —             | —             | —             | —             | 8:20,03 min   | 15            | 15            |
| Victor Kiplangat           | Marathon         | —            | —       | —             | —             | —             | —             | 2:11:59 h     | 37            | 37            |
| Stephen Kissa              | Marathon         | —            | —       | —             | —             | —             | —             | DNF           | DNF           | DNF           |
| Andrew Rotich Kwemoi       | Marathon         | —            | —       | —             | —             | —             | —             | 2:17:28 h     | 62            | 62            |

### Radsport
Über die Afrika-Meisterschaften 2023 erhielt Uganda einen Startplatz für das Straßenrennen der Männer.

#### Straße
| Athleten       | Wettbewerb    | Zeit      | Rang |
| -------------- | ------------- | --------- | ---- |
| Männer         |               |           |      |
| Charles Kagimu | Straßenrennen | 6:50:49 h | 77   |

### Rudern
Bei der afrikanischen Qualifikationsregatta in Tunis gewann Uganda einen Quotenplatz im Einer der Frauen.
| Athleten       | Wettbewerb | Vorlauf     | Vorlauf | Vorlauf       | Hoffnungslauf / Viertelfinale | Hoffnungslauf / Viertelfinale | Hoffnungslauf / Viertelfinale | Halbfinale  | Halbfinale | Halbfinale    | Finale      | Finale | Rang |
| Athleten       | Wettbewerb | Zeit        | Rang    | Qualifikation | Zeit                          | Rang                          | Qualifikation                 | Zeit        | Rang       | Qualifikation | Zeit        | Rang   | Rang |
| -------------- | ---------- | ----------- | ------- | ------------- | ----------------------------- | ----------------------------- | ----------------------------- | ----------- | ---------- | ------------- | ----------- | ------ | ---- |
| Frauen         |            |             |         |               |                               |                               |                               |             |            |               |             |        |      |
| Kathleen Noble | Einer      | 8:08,90 min | 5       | Hoffnungslauf | 8:15,10 min                   | 3                             | Halbfinale E/F                | 8:38,70 min | 2          | E-Finale      | 7:56,10 min | 2      | 26   |

### Schwimmen
| Athleten        | Wettbewerb          | Vorlauf | Vorlauf | Halbfinale    | Halbfinale    | Finale        | Finale        | Rang |
| Athleten        | Wettbewerb          | Zeit    | Rang    | Zeit          | Rang          | Zeit          | Rang          | Rang |
| --------------- | ------------------- | ------- | ------- | ------------- | ------------- | ------------- | ------------- | ---- |
| Frauen          |                     |         |         |               |               |               |               |      |
| Gloria Muzito   | 100 m Freistil      | 55,95 s | 22      | ausgeschieden | ausgeschieden | ausgeschieden | ausgeschieden | 22   |
| Männer          |                     |         |         |               |               |               |               |      |
| Jesse Ssengonzi | 100 m Schmetterling | 53,76 s | 31      | ausgeschieden | ausgeschieden | ausgeschieden | ausgeschieden | 31   |